# Golgo 13
Golgo 13 (japonsky ゴルゴ13, Gorugo Sátín) je japonská manga, kterou napsal a nakreslil Takao Saitó. Je publikována od října 1968 v časopisu Big Comic. Nakladatelství Šógakukan a Leed Publishing vydávají od června 1973 jednotlivé kapitoly ve formě svazků mangy. K dubnu 2021 bylo takových svazků vydáno 200. Saitó zemřel 24. září 2021 ve věku 84 let na rakovinu slinivky břišní. Dle Šógakukanu Saitó před svou smrtí řekl, že si přál, aby manga pokračovala bez něho. V její tvorbě tak bude pokračovat skupina Saitó Production za asistence redakčního oddělení Big Comic.
Golgo 13 je nejstarší stále vydávanou mangou a je v počtu svazků třetí největší mangou. Prodala více než 280 milionů kopií v různých formátech, včetně kompilací, a umístila se tak na druhém/třetím místě nejprodávanějších mang a stala se nejprodávanější seinen mangou historie. Její příběh byl zadaptován do dvou hraných filmů, anime filmu, OVA epizody, televizního anime seriálu a šesti videoher.
Manga získala v roce 1975 cenu Šógakukan v kategorii obecné mangy a roku 2002 hlavní cenu Asociace japonských kreslířů.

## Příběh
Příběh sleduje profesionálního zabijáka – prvotřídního snipera Dukea Togo, známého též pod jménem Golgo 13, jeho klienty, oběti, vztahy mezi nimi, stejně jako i způsob, kterým Golgo odvede svou práci. Hlavní postava působí jako legendární odstřelovač, o kterém (jeho datu a místu narození, stejně jako o identitě jako takové) není ani v globálním prostředí zpravodajských služeb takřka nic známo. Některé epizody původního comixu se toto snažily rozřešit, ale vždy skončily nejednoznačně. Co se o něm ví, že je to muž asijského původu, ve středních letech, disponující vynikajícím úsudkem, smyslem pro taktiku a strategii, i dobrou fyzickou kondicí, a především má téměř nadlidské schopnosti coby odstřelovač. Většinu svých misí vykonal s modifikovanou M-16.
Golgo 13 (jak postava, tak její název) obsahuje odkazy na smrt Ježíše Krista – Golgo je zkratka z názvu Golgota a 13 počet stolujících při poslední večeři páně. Logem Golga 13 je lebka s trnovou korunou.